# Kurt Wigartz
Kurt Anders Artur Wigartz, född 21 mars 1933 i Mariestad, död 5 januari 2017 i Lidingö, var en svensk gymnast. Han tävlade för Arbetarnas GF.
Wigartz tävlade i åtta grenar för Sverige vid olympiska sommarspelen 1952 i Helsingfors. Han slutade på 121:a plats i allroundtävlingen och ingick i Sveriges lag som kom på 17:e plats. Vid olympiska sommarspelen 1956 i Melbourne tävlade Wigartz i sju grenar och slutade på 48:e plats i allroundtävlingen. Vid olympiska sommarspelen 1960 i Rom tävlade Wigartz i åtta grenar. Han slutade på 73:e plats i allroundtävlingen och ingick i Sveriges lag som kom på 14:e plats.
Wigartz blev svensk mästare i artistisk gymnastik 1960.
Han tog studentexamen på Karolinska läroverket i Örebro och studerade senare på Kungliga Tekniska högskolan.